# Anna Favella
Anna Favella (Roma, 21 settembre 1983) è un'attrice italiana di teatro, cinema e televisione.

## Biografia
Nata a Roma e cresciuta tra i comuni romani di Nettuno ed Anzio ed i territori della Sicilia orientale, mostra fin da giovanissima un forte interesse per il mondo della recitazione, tanto che durante il liceo fonda insieme ai suoi compagni di scuola una compagnia teatrale.
Si laurea in filosofia del linguaggio nel 2005 presso l'Università degli Studi di Roma "La Sapienza" e due anni dopo fonda la Compagnia del Teatro dell'Orologio dello storico teatro di Roma, con la quale mette in scena opere di nuova drammaturgia in diversi teatri tra cui il Teatro India di Roma, il Teatro romano di Ostia Antica e il Piccolo Teatro di Milano. Partecipa a numerosi festival, anche europei, tra cui il Varchi Festival – La Storia (in)contemporanea nel 2007 con Amianto – Paura di avere paura, il Festival Internazionale di Regia Fantasio Piccoli a Lipsia, con Being Hamlet e nel 2009 presenzia al Volterra Teatro Festival e al Santarcangelo Festival. Nel 2013 prende parte al Premio Diego Fabbri, al festival Europeo Be – SpectACTive! e negli anni successivi, anche a festival dedicati al cinema come Terra di Siena Film Festival, Napoli Cultural Classic e Mindfield Film Festival di Los Angeles.
Tra il 2006 e il 2007 partecipa come attrice a progetti di riabilitazione e rieducazione per i detenuti delle case circondariali di Roma e Velletri e presenzia alla notte bianca per il Comune di Roma.
A seguito di un periodo formativo teatrale e del successo di Amianto - Paura di avere paura, nel 2008, viene notata e contattata per partecipare a una serie tv. Inizia così il suo percorso nel mondo della televisione e debutta nel 2008 con la miniserie Enrico Mattei - L'uomo che guardava al futuro, dove interpreta il ruolo di Priscilla Leoni, una spia statunitense.
Successivamente nello stesso anno e sempre su Rai 1, ottiene il ruolo di Gaia in Don Matteo 7. Nel 2010 interpreta la protagonista Elena Giardini nella fiction Terra ribelle e nel 2012, ritorna in prima serata con la seconda stagione di Terra ribelle - Il nuovo mondo.
Nel 2013, è il personaggio principale dello spettacolo teatrale Love - L'amore ai tempi della ragione permanente interpretando Virginia. Sempre nel 2013 emerge sul grande schermo partecipando al thriller Mr. America diretto da Leonardo Ferrari Carissimi, dove ricopre il ruolo della gallerista Penelope Morningstar. Negli anni successivi è su Canale 5 con Centovetrine e Non è stato mio figlio, mentre per la Rai ottiene una parte nella nota serie Un medico in famiglia 10.
Torna su Canale 5 nel 2016 con Il bello delle donne...alcuni anni dopo e nel 2017 in Le tre rose di Eva 4 dove interpreta Cristina Rontal.
Nel 2018 viene scelta come attrice italiana all'interno del cast internazionale di Luis Miguel - La serie, una serie televisiva biografica statunitense prodotta da Gato Grande Productions insieme a Metro-Goldwyn-Mayer per Netflix e Telemundo ed è presente fino alla terza e ultima stagione, uscita nel 2021.
Contemporaneamente continua a recitare per progetti internazionali, oltre che in lingua spagnola, anche per Sky Germania prendendo parte alla serie televisiva tedesca Paradiso (Funeral for a dog). 
Nel 2022 interpreta il ruolo di Ester al fianco del duo comico Ficarra e Picone nella serie originale Netflix Incastrati.
Riveste il ruolo di advocate di Amnesty International, organizzazione non governativa internazionale impegnata nella difesa dei diritti umani, di One Ocean Foundation, iniziativa costituita con l'obiettivo di accelerare le soluzioni ai problemi degli oceani ispirando i leader internazionali e promuovendo un'economia blu sostenibile, e di Worldrise, ONLUS che sviluppa progetti di conservazione e valorizzazione dell'ambiente marino.

## Filmografia

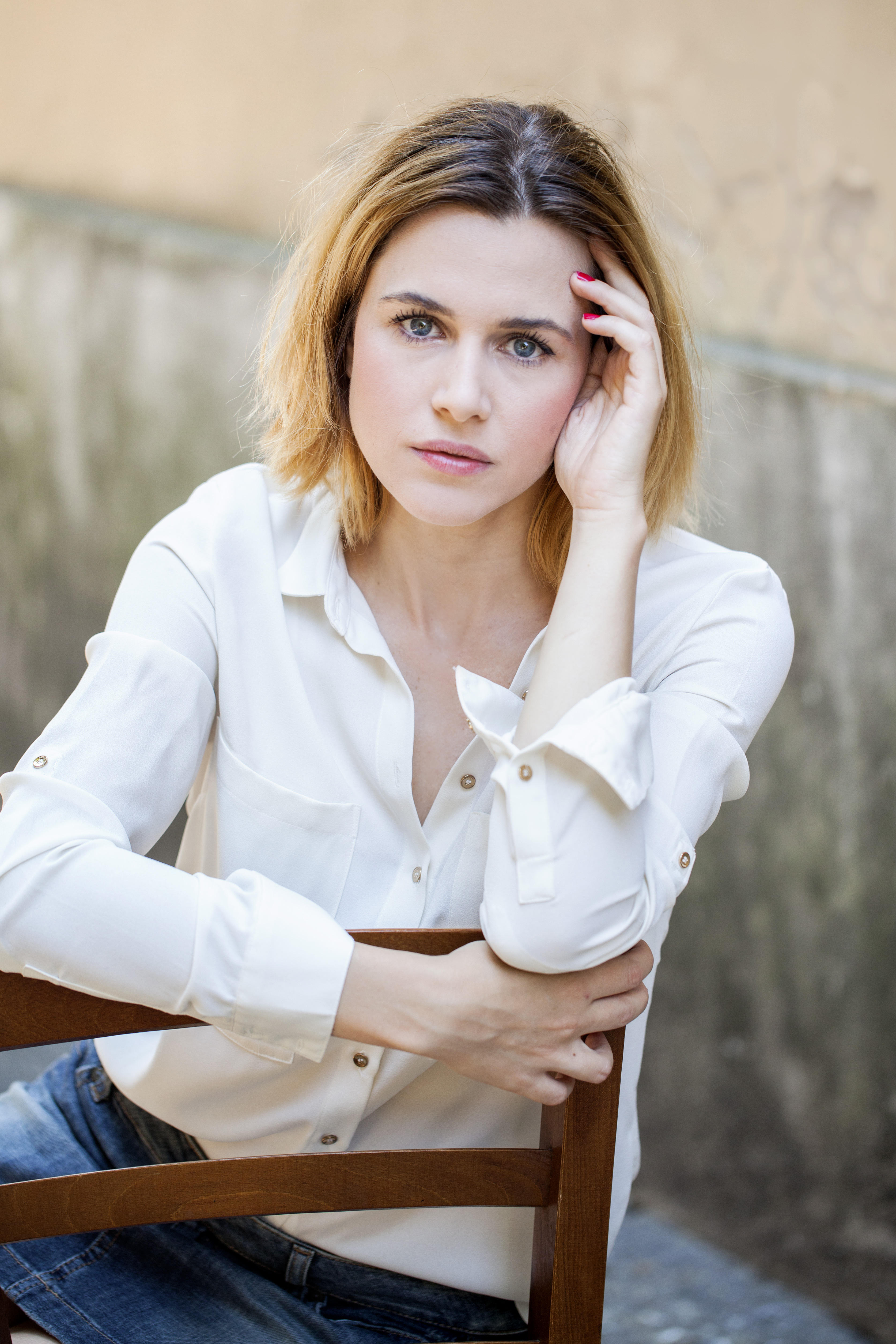
Anna Favella

### Cinema
- Mr. America, regia di Leonardo Ferrari Carissimi (2013)

### Televisione
- Enrico Mattei - L'uomo che guardava al futuro, regia di Giorgio Capitani – film TV , Rai Uno (2009)
- Don Matteo – serie TV, Rai Uno (2009)
- Terra ribelle – serie TV, Rai Uno (2010)
- Terra ribelle - Il nuovo mondo – serie TV (2012) regia di Ambrogio Lo Giudice, Rai Uno
- Centovetrine – serial TV (2014), Canale 5
- Non è stato mio figlio – miniserie TV , Canale 5 (2015)
- Un medico in famiglia – serie TV, Rai Uno (2015)
- Il bello delle donne... alcuni anni dopo – miniserie TV, Canale 5 (2016)
- Le tre rose di Eva – serie TV, 10 episodi (2017)
- Luis Miguel - La serie (Luis Miguel: The Series) – serie Netflix, (2018-2021)
- Giustizia per tutti – miniserie Canale 5, (2021)
- Incastrati – serie Netflix (2022-2023)
- Paradiso (Funeral for a Dog) – miniserie SKY Deutchland, (2022)
- Memento Mori – serie Amazon Prime Video (2024)
- Tutta scena – serie RaiPlay (2024)
- Maschi veri – serie Netflix, episodio 1 e 8 (2025)

## Teatro
- Fascismo mon amour, regia di Leonardo Ferrari Carissimi (2018)
- I Nasoni raccontano - Parte Seconda, regia di Leonardo Ferrari Carissimi (2018)
- Walking on the Moon, regia di Leonardo Ferrari Carissimi (2016)
- Hitchcock - A Love Story, regia di Leonardo Ferrari Carissimi (2015)
- Tutti i padri vogliono far morire i loro figli, regia di Leonardo Ferrari Carissimi (2014)
- Love - L'amore ai tempi della ragione permanente, regia di Leonardo Ferrari Carissimi (2013)
- Cashmere WA, regia di L. Staglianò - regia di M. Panici (2013)
- La Scatola Nera, di J. Egan, per Zetema Cultura (reading) (2012)
- Delitto Pasolini - Una considerazione inattuale, regia di Leonardo Ferrari Carissimi (2010)
- Being Hamlet - La Genesi, regia di Leonardo Ferrari Carissimi (2009)
- Ti amo? da morire, regia di F. Draghetti e R. Stocchi (2008)
- Due dozzine di rose scarlatte, di A. De Benedetti (2008)
- Il Gobbo, di S. Mrozek (2007)
- Amianto – Paura di avere paura, regia di Leonardo Ferrari Carissimi (2007)
- Tutti i colori della notte, regia di A. Lauritano (2006)
- Il medico dei pazzi, di E. Scarpetta (2004)
- Blu Note Bar, di S. Benni (2002)
- Sarto per signora, di G. Feydeau (2001)

## Riconoscimenti
- Premio Platino 2019 – candidatura al migliore attrice protagonista per Luis Miguel - La serie
- Premio Ragusani nel Mondo 2014
- Premio Napoli Cultural Classic 2011 – attrice rivelazione
- Premio Kineo 2011, 68ª Mostra del Cinema di Venezia – candidatura come personaggio dell'anno con Terra Ribelle
- 51ª edizione Monte Carlo Television Festival 2011 – candidatura al migliore attrice protagonista per Terra Ribelle